# Heliopora
Heliopora de Blainville, 1830 è un genere di octocoralli dell'ordine Helioporacea, che comprende due sole specie viventi. È l'unico genere della famiglia Helioporidae.

## Descrizione
Sono coralli ermatipici che costruiscono robuste strutture scheletriche di aragonite cristallina, simili a quelle degli esacoralli dell'ordine Scleractinia.
I coralliti sono di colore azzurro in Heliopora coerulea, biancastri in Heliopora hiberniana; la struttura scheletrica è ricoperta da un cenenchima di colore brunastro.

## Distribuzione e habitat
Heliopora coerulea è ampiamente distribuita dal mar Rosso all'Indo-Pacifico occidentale; l'areale di Heliopora hiberniana è ristretto alle acque dell'Australia nord-occidentale.
Il loro habitat sono le barriere coralline tropicali di acque basse.

## Tassonomia
Il genere comprende le seguenti specie viventi:
- Heliopora coerulea (Pallas, 1766)
- Heliopora hiberniana Richards et al., 2018